# 維勒灣
66°18′S 56°6′E / 66.300°S 56.100°E
維勒灣（英語：Wheeler Bay）是南極洲的海灣，位於馬格尼特灣西北面，長6公里、寬3.7公里，挪威製圖師根據該國探險隊在1936至1957年的高空照片繪製於地圖中。